# Gentile di Puglia
Il Gentile di Puglia è una razza ovina allevata principalmente in Puglia e Basilicata, impiegata grazie alle sue attitudini, per la produzione di carne e latte. È la razza madre diffusa principalmente negli allevamenti lucani, dove da qualche tempo a questa parte viene incrociata con la razza merinizzata Italia per migliorare le caratteristiche produttive e qualitative della carne e del latte.
È una pecora di taglia medio grande allevata a livello locale per la produzione di carne. Gli estri delle pecore vengono controllati in modo da avere agnelli pronti per la mecellazione nei periodi coincidenti con le festività natalizie e pasquali. La produzione di latte è destinata alla caseificazione di formaggi tipici tradizionali che trovano il loro impiego nel commercio locale.